# Miradouro do Pico dos Bodes

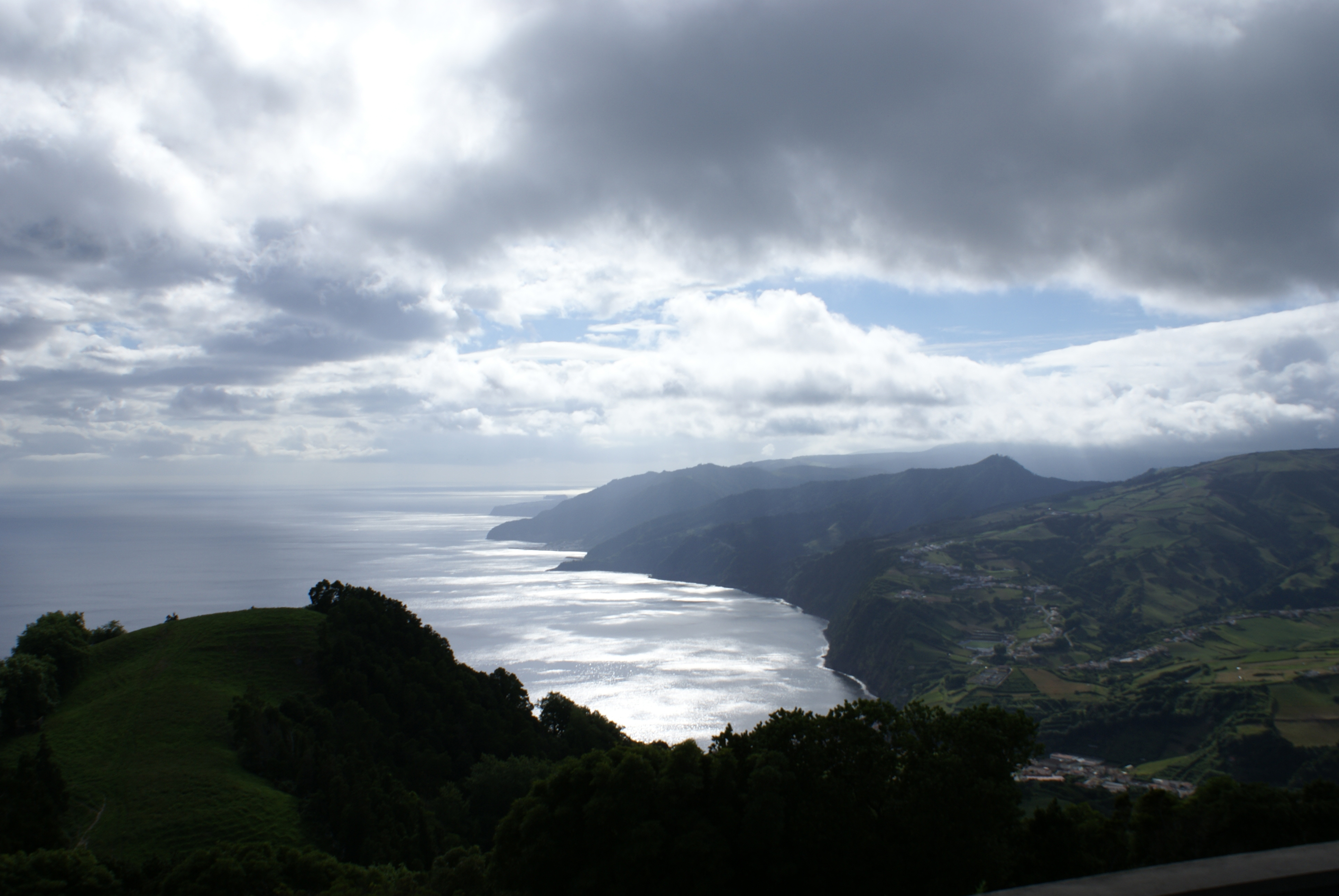
Miradouro do Pico dos Bodes, terra e mar.

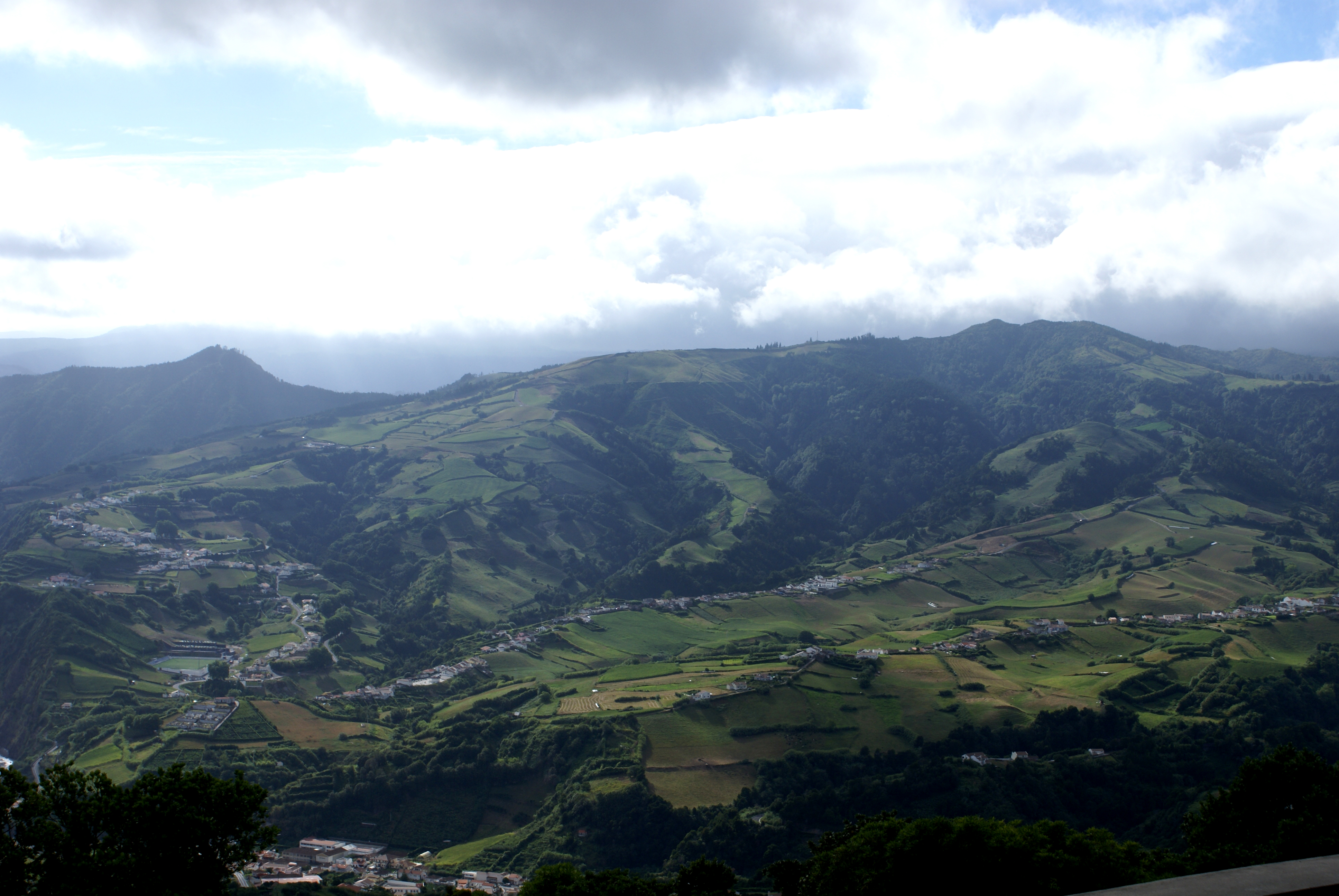
Miradouro do Pico dos Bodes, montanhas.

O Miradouro do Pico dos Bodes é um miradouro português localizado no Pico dos Bodes à freguesia do Faial da Terra, concelho da Povoação, ilha de São Miguel, arquipélago dos Açores.
Este miradouro inaugurado pela Câmara Municipal da Povoação localiza-se junto a uma estrada secundária, que fica próxima ao Miradouro da Ponta do Pôr-do-Sol e que dá acesso à freguesia do Faial da Terra.
Este Miradouro foi sujeito obras de requalificação tanto urbanística como paisagística relativamente ao espaço envolvente ao Pico dos Bodes. 
A vista oferecida por este miradouro é impere na sua abrangência. Oferece uma observação de 360º, o que possibilita uma vista panorâmica de grande abrangência que se estende do litoral, a freguesia do Faial da Terra, e a Vila Franca do Campo.
Este miradouro tem uma infra-estrutura destinada à observação do mar num ângulo de 180º, que também serve de posto de vigia de Baleias, como forma de apoio às empresas que operam na zona em programas turísticos de observação de cetáceos.

## Referência
- Cm-povoacao.pt.[ligação inativa]
- Cm-povoacao.pt/Noticia.[ligação inativa]